# بورتوفيق
بورتوفيق هي منطقة سكنية مصرية تتبع محافظة السويس وتقع عند مدخل قناة السويس ويطل جزء منها على المجرى المائي. يسود بالمنطقة المساكن الخاصة بالعاملين بهيئة قناة السويس، وتتميز بالفيلات ذات الأسقف الجمالونية المغطاة بالقرميد، ويغلب عليها تأثير الطراز المسمى بطراز البحر المتوسط، مما أعطى لهذه المنطقة طابعا خاصا متأثرا بنشاط قناة السويس.